# Хоана Хіменес
Хоана Хіменес (19 серпня 1993) — мексиканська синхронна плавчиня.
Учасниця Олімпійських Ігор 2020 року.
Призерка Панамериканських ігор 2015, 2019 років.
Переможниця Ігор Центральної Америки і Карибського басейну 2014, 2018 років.